# Salátatükrösmoly
A saláta-tükrösmoly (Eucosma conterminana) a valódi lepkék (Glossata) alrendjébe tartozó sodrómolyfélék (Tortricidae) családjának Magyarországon is honos faja.

## Elterjedése, élőhelye
Ez a palearktikus faj Franciaországtól Kínáig él; Magyarországon is általános.

## Megjelenése
Barna szárnyán sötétbarna és sárga minták rajzolódnak ki. A szárny fesztávolsága 15–19 mm.

## Életmódja
Egy évben egy nemzedéke kel ki úgy, hogy a kifejlett hernyók telelnek át a talajban. Tavasszal a talaj felszínéhez közel új gubót szőnek, és ebben bábozódnak be. A lepkék május–júniusban kelnek ki, és nappal a salátalevelek fonákján ülnek.
Petéiket a saláta virágbimbóinak fészekpikkelyeire vagy a virágkocsányokra rakják. A hernyók egy-két hét alatt kelnek ki, felmásznak a fészekpikkelyeken, és felülről behatolnak a virágfészekbe, ahol júliustól novemberig a virágvackot és a magkezdeményeket eszik. Egy hernyó 5–6 fészekvirágzatot is elpusztít, és ezzel jelentős kárt okoz. Kifejlődve leereszkedik a talajra, ott átlagosan 5 cm mélyen készíti el telelő gubóját.
Tápnövényei a termesztett és a vadon növő salátafajok, de más, rokon fészkeseken is megtalálható. Helyenként és időnként tömegesen lép fel, és jelentős kárt okoz.

## Külső hivatkozások
- Mészáros Zoltán – Szabóky Csaba: A magyarországi molylepkék gyakorlati albuma. Budapest: Agroinform. 2005.  arch Hozzáférés: 2018. április 6. (PDF)